# Ladenbek
Die Ladenbek ist ein Bach im Südosten Hamburgs. Er entspringt zwischen den heutigen Straßen Weberade und Grandkoppel aus einer Feuchtwiese und wendet sich dann vom Geesthang ab durch Trockenbereiche am Moosberg. Danach fließt er unter anderem durch das Naturschutzgebiet Boberger Niederung und mündet dort in die Bille.

## Name
Im Jahr 1360 wurde der Bach als rivi dicti Lodenbeke erstmals schriftlich erwähnt. Das Bestimmungswort leitet sich vermutlich vom mittelniederdeutschen Wort *lāde für 'Wasserlauf' ab.

## Entwicklung
Durch immer stärker werdende Bodenversiegelung durch Bebauung in seinem Quelleeinzugsgebiet, dem oberen Lohbrügge, wurde die natürliche Wasserzufuhr stetig geringer. Da jedoch durch die stärker werdende Bebauung mehr Regenwasser abgeführt werden musste, wurde nördlich der Bergedorfer Straße (Bundesstraße 5) ein Regenrückhaltebecken erbaut und die Ladenbek in eine gerade Betonrinne verlagert.
Durch die Betonierung der Rinne konnten sich die Insekten und Pflanzen am Gewässer nicht anpassen, das Gleichgewicht war gestört. Des Weiteren wurde der Wasserhaushalt in der Boberger Niederung gestört, da kein Wasser versickern konnte.
Daher wurde 1987 die Betonrinne im Bereich der Boberger Niederung wieder entfernt, um zu erreichen, dass der Bachlauf natürlicher wird und Tiere und Pflanzen sich besser ansiedeln können. Zusätzlich wurde im oberen Drittel ein Versickerungsteich angelegt, damit auch die Umgebung stärker von dem Oberflächenwasser profitieren kann. In einem weiteren Schritt wurde auch das Regenrückhaltebecken in einen der Natur angepassteren Zustand versetzt.
Kurz hinter der Brücke über der Ladenbek am nach Walter Hösterey benannten Walter-Hammer-Wanderweg begann ein in den 1970er Jahren ins Leben gerufener Trimm-dich-Pfad. Diese Geräte zur Prävätion der Gesundheit wurden aber inzwischen aufgegeben und abmontiert.